# In Sorte Diaboli
In Sorte Diaboli (dal latino In contatto con il Diavolo, Satana) è il settimo album in studio del gruppo musicale symphonic black metal norvegese Dimmu Borgir.

## Il disco
In Sorte Diaboli è il primo concept album della band, con una storia localizzata nell'Europa medievale. Parla di un sacerdote che comincia a dubitare della sua fede, e finisce per prendere il posto dell'Anticristo. "C'è questo tipo che lavora come l'assistente del sacerdote, e poco dopo scopre che non ha niente a che fare con il Cristianesimo", dice Erkekjetter Silenoz. "Del tipo, scopre di svegliarsi e si accorge che ha abilità differenti e poteri differenti, e si sta avvicinando di più al lato oscuro." La conclusione della storia scritta sul libro implica che la storia di In Sorte Diaboli non è ancora finita, possibilmente suggerendo che il prossimo album della band continui questa storia. Oltretutto, Silenoz ha detto che questo album continuerà con altri 2 album, finendo in una serie di 3 parti.
IGN ha nominato questo album il Top Metal Album del 2007.

## Tracce
1. The Serpentine Offering – 5:09
2. The Chosen Legacy – 4:17
3. The Conspiracy Unfolds – 5:24
4. The Ancestral Fever – 5:51 – bonus track europeo
5. The Sacrilegious Scorn – 3:58
6. The Fallen Arises – 2:59
7. The Sinister Awakening – 5:09
8. The Fundamental Alienation – 5:17
9. The Invaluable Darkness – 4:44
10. The Foreshadowing Furnace – 5:49

## Formazione
- Shagrath - voce
- Erkekjetter Silenoz - chitarra
- Mustis - sintetizzatore
- ICS Vortex - basso
- Galder - chitarra
- Hellhammer - batteria